# Crevasse Valley Glacier
Crevasse Valley Glacier är en glaciär i Antarktis. Den ligger i Västantarktis. Inget land gör anspråk på området. Crevasse Valley Glacier ligger 587 meter över havet.
Terrängen runt Crevasse Valley Glacier är platt åt nordost, men åt sydväst är den kuperad. Trakten är obefolkad. Det finns inga samhällen i närheten.